# Victor Campenaerts
Victor Campenaerts, né le 28 octobre 1991 à Wilrijk, est un coureur cycliste belge.
Spécialiste du contre-la-montre, il devient double champion d'Europe du contre-la-montre en 2017 et 2018, il est également le détenteur du record de l'heure entre avril 2019 et août 2022, en ayant parcouru 55,089 km. Il compte aussi une victoire d'étape sur le Tour d'Italie 2021 et une sur le Tour de France 2024.

## Biographie

### Enfance et débuts prometteurs

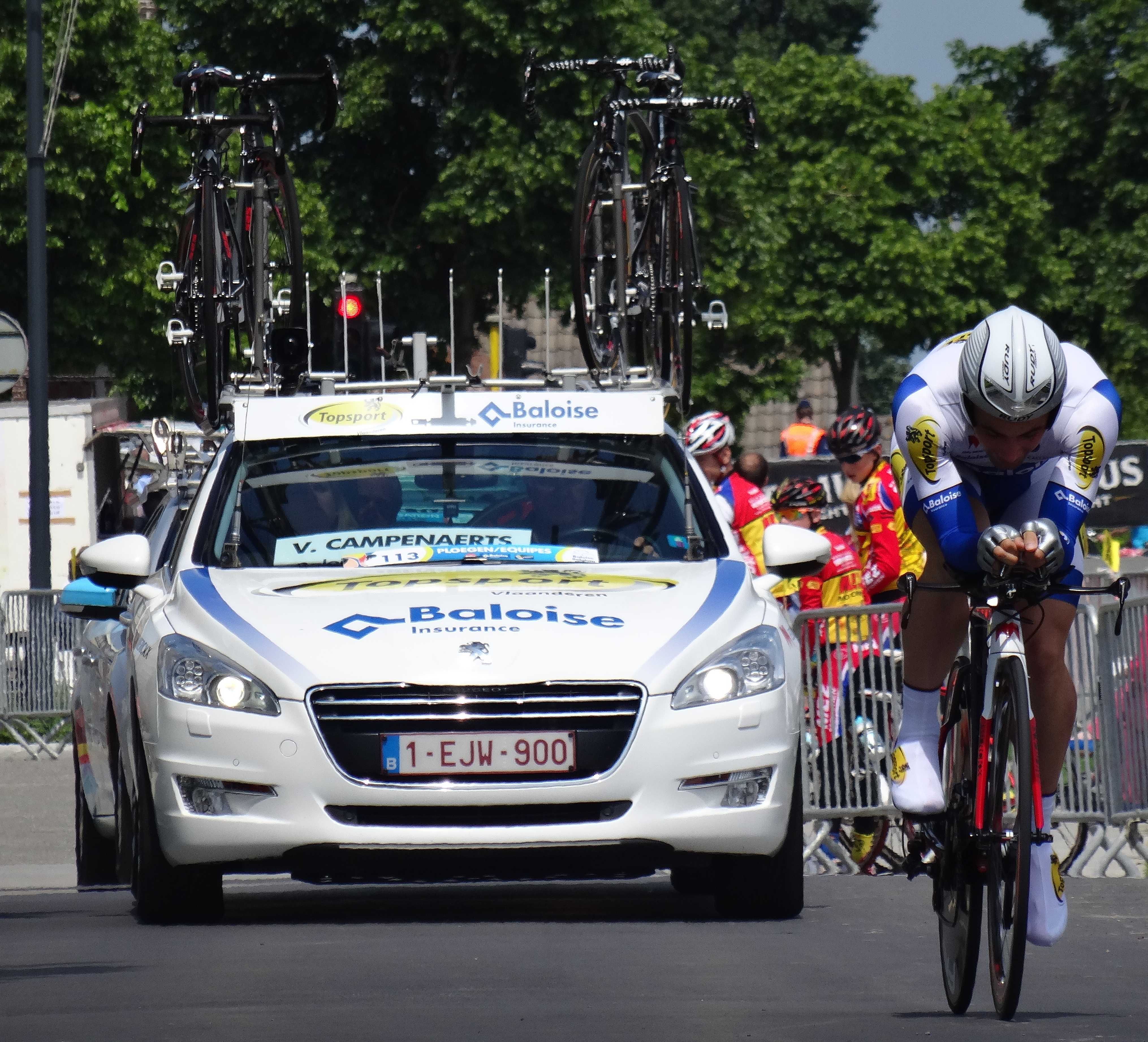
Victor Campenaerts lors du contre-la-montre de la 3e étape du Tour de Belgique 2014 à Dixmude.

Victor Campenaerts naît le 28 octobre 1991 à Wilrijk en Belgique. Jusqu'à ses seize ans, il pratique la natation. Après avoir essayé le triathlon où il est handicapé par des blessures liées à la course à pied, il se consacre au cyclisme à partir de ses dix-neuf ans.
Il est en 2011 et 2012 membre de l'équipe Bianchi-Lotto-Nieuwe Hoop Tielen et se spécialise rapidement dans l'exercice du contre-la-montre.
En 2013, il est recruté par la formation Lotto-Belisol U23. Au cours de cette saison il devient champion d'Europe du contre-la-montre espoirs, champion de Belgique du contre-la-montre espoirs, et prend la huitième place au championnat du monde du contre-la-montre espoirs.

### 2014-2015: Débuts chez les professionnels

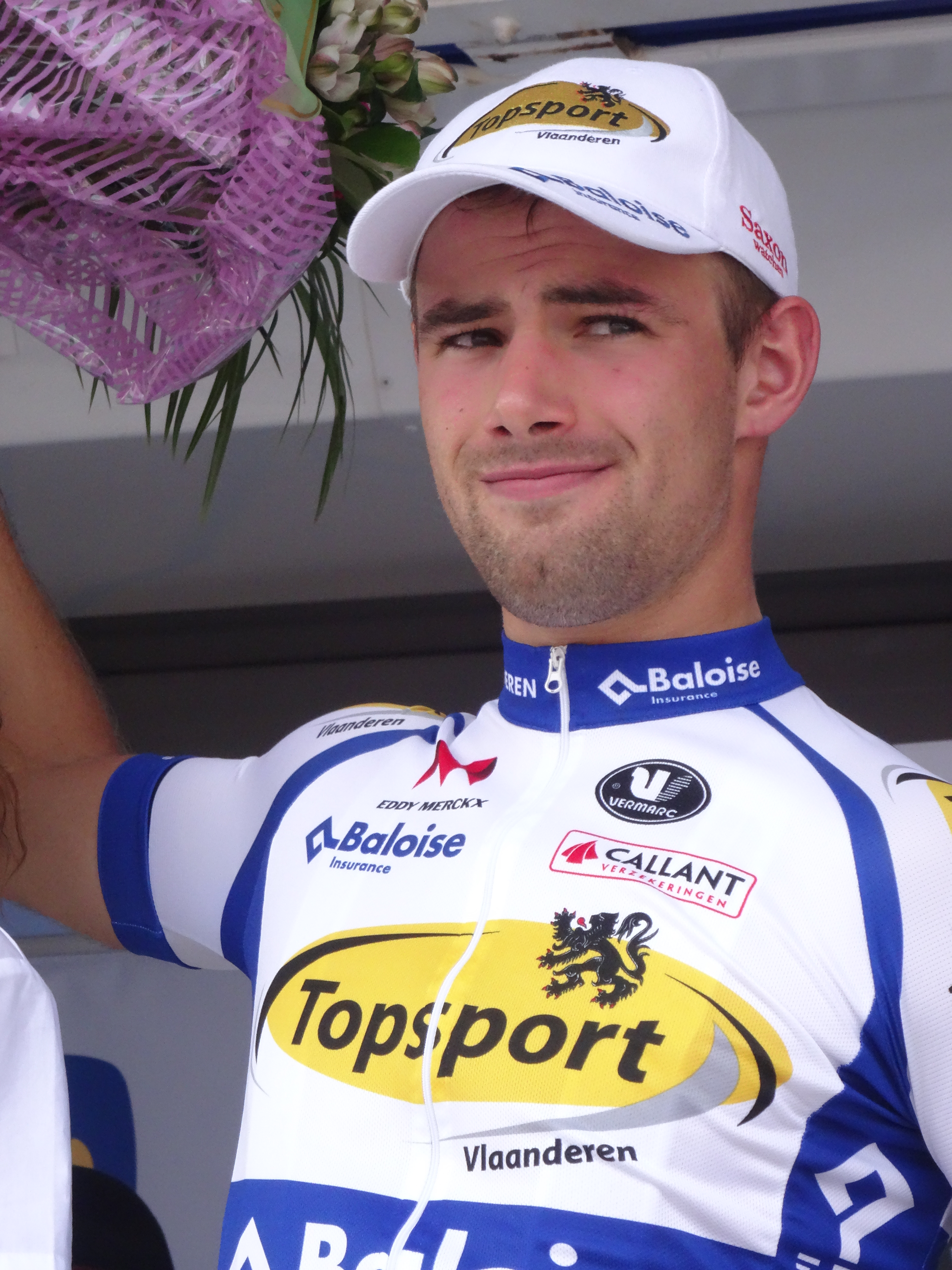
Victor Campenaerts ayant remporté le prix des monts lors du Grand Prix de Fourmies 2014.

Il est recruté en 2014 par l'équipe continentale professionnelle Topsport Vlaanderen-Baloise où il effectue deux saisons et se classe notamment second du Tour de Wallonie et quatrième du Ster ZLM Toer en 2015.
À la fin de saison 2015, il signe un contrat de deux ans avec l'équipe Lotto NL-Jumbo.

### 2016-2019: Double champion d'Europe du contre-la-montre et record de l'heure
En 2016, Victor Campenaerts devient champion de Belgique du contre-la-montre et Champion de Belgique de poursuite par la suite il dispute son premier grand tour au mois d'août, à l'occasion du Tour d’Espagne. Après avoir ponctué cette première expérience en tant qu'équipier par un honorable top 5 lors du contre-la-montre de Calp, le Belge devient vice-champion d'Europe de la spécialité, à Plumelec.
En 2017, il s'offre un succès prometteur lors de l’étape contre-la-montre du Tour d'Andalousie, qu'il remporte devant Alejandro Valverde et Alberto Contador. Sa participation à la centième édition du Tour d'Italie se solde par un abandon en début de troisième semaine. Début août, il est sélectionné pour participer aux championnats d'Europe de cyclisme sur route et remporte la médaille d'or du contre-la-montre. Un mois plus tard, il perd sa place sur le podium du Tour de Grande-Bretagne au profit d'Edvald Boasson Hagen, vainqueur de la dernière étape. Le 19 septembre, durant les mondiaux, il annonce la fin de son aventure sous les couleurs de l'équipe Lotto NL-Jumbo et sa signature chez Lotto-Soudal.
En 2018, il est pour la deuxième fois champion de Belgique du contre-la-montre. Sélectionné pour représenter la Belgique aux championnats d'Europe, il conserve son titre européen du contre-la-montre. En fin de saison, il obtient la médaille de bronze du championnat du monde du contre-la-montre, une première pour un cycliste belge. Il est élu Vélo de cristal en fin de saison.
En 2019, il annonce vouloir battre le record de l'heure sur la piste d'Aguascalientes, au Mexique. Le vélodrome, situé en altitude à plus de 1 500 mètres, a déjà été le théâtre de nombreux records. En mars, pour sa seule course avant sa tentative de record, il gagne le contre-la-montre de Tirreno-Adriatico. Le 16 avril 2019, il bat le record de l'heure en parcourant 55,089 kilomètres. Il était détenu par Bradley Wiggins depuis le 7 juin 2015 avec 54,526 kilomètres parcourus, une performance réalisée sur un vélodrome situé au niveau de la mer et ne bénéficiant donc pas des avantages liés à l'altitude. Lors de la deuxième étape du Tour de Belgique, il chute dans un virage en essayant de suivre Remco Evenepoel et doit le laisser s'imposer en solitaire. Après la course, Campenaerts déclare : « Je n'avais jamais vécu cela dans ma carrière professionnelle. [...] Je ne sais pas si j'aurais pu garder sa roue, il roulait terriblement vite ». Seulement troisième du contre-la-montre le lendemain, il conclut la course en s'imposant au sein d'un groupe lors de l'avant-dernière étape. Il s'agit de sa première victoire professionnelle sur une course en ligne. Il termine finalement deuxième du général derrière Evenepoel. Annoncé comme l'un des favoris pour le championnat du monde du contre-la-montre, il est victime d'une chute, puis d'un bris de dérailleur et doit se contenter de la onzième place.

### 2020-2021: Métamorphose en coureur de classique et victoire d'étape sur le Giro
En 2020, il rejoint l'équipe NTT, avec laquelle il se concentre uniquement sur la discipline du contre-la-montre. Il termine deuxième du championnat de Belgique du contre-la-montre derrière Wout van Aert, puis se classe troisième du championnat d'Europe de cette spécialité quelques jours plus tard à Plouay dans le Morbihan. Il est battu à plusieurs reprises par Filippo Ganna sur le Tour d'Italie et sur Tirreno-Adriatico. Lors de la 19e étape en ligne du Giro, c'est cette fois Josef Černý qui le devance.
Durant, l'intersaison Victor Campenaerts, ne pouvant plus rivaliser avec des coureurs comme Wout van Aert ou encore Filippo Ganna, décide de se spécialiser dans les classiques flandrienne et les étapes de grands tours.
En 2021, il remporte la 15e étape du Tour d'Italie en devançant le Néerlandais Oscar Riesebeek au sprint en le remontant dans les derniers mètres. Lors de la deuxième journée de repos, il ressent des douleurs au genou droit ce qui l'oblige à ne pas prendre le départ de la 17e étape.

### 2022-2024: Retour chez Lotto, super combatif du Tour de France en 2023 et vainqueur d'étape en 2024
En 2022, en raison de problèmes financiers dans son équipe, Qhubeka NextHash, Campenaerts est obligé de trouver une autre équipe. Il opte pour un retour chez Lotto-Soudal. Il obtient de bons résultats sur les classiques en finissant quatrième d'À travers les Flandres, cinquième du Circuit Het Nieuwsblad et du Tour de Belgique. En deuxième partie de saison, il gagne le Tour de Louvain-Mémorial Jef Scherens dans un sprint à deux face à Zdeněk Štybar. Il est également troisième du championnat de Belgique du contre-la-montre et du Circuit franco-belge.
En 2023, il chute lors de la Bredene Koksijde Classic. Atteint d'une fracture à une vertèbre, il abandonne la course et doit renoncer à participer au reste de la campagne des classiques. Le 10 juin, il se retrouve seul en tête de la 7e étape du Critérium du Dauphiné franchissant le premier le col de la Madeleine puis le col du Mollard avant d'être rejoint mais revêt le maillot à pois du meilleur grimpeur à l'issue de cette étape, qu'il cède lors de la dernière étape à Giulio Ciccone.En juillet, il devient le super combatif du Tour de France, après avoir été nommé 2 fois combatif d'étape à la 18e et à la 19e. En août, il remporte la Course des raisins au sprint face à Rasmus Tiller. En septembre, il remporte la 4e étape du Tour de Luxembourg, son premier contre la montre depuis la 7e étape de Tirreno-Adriatico 2019.

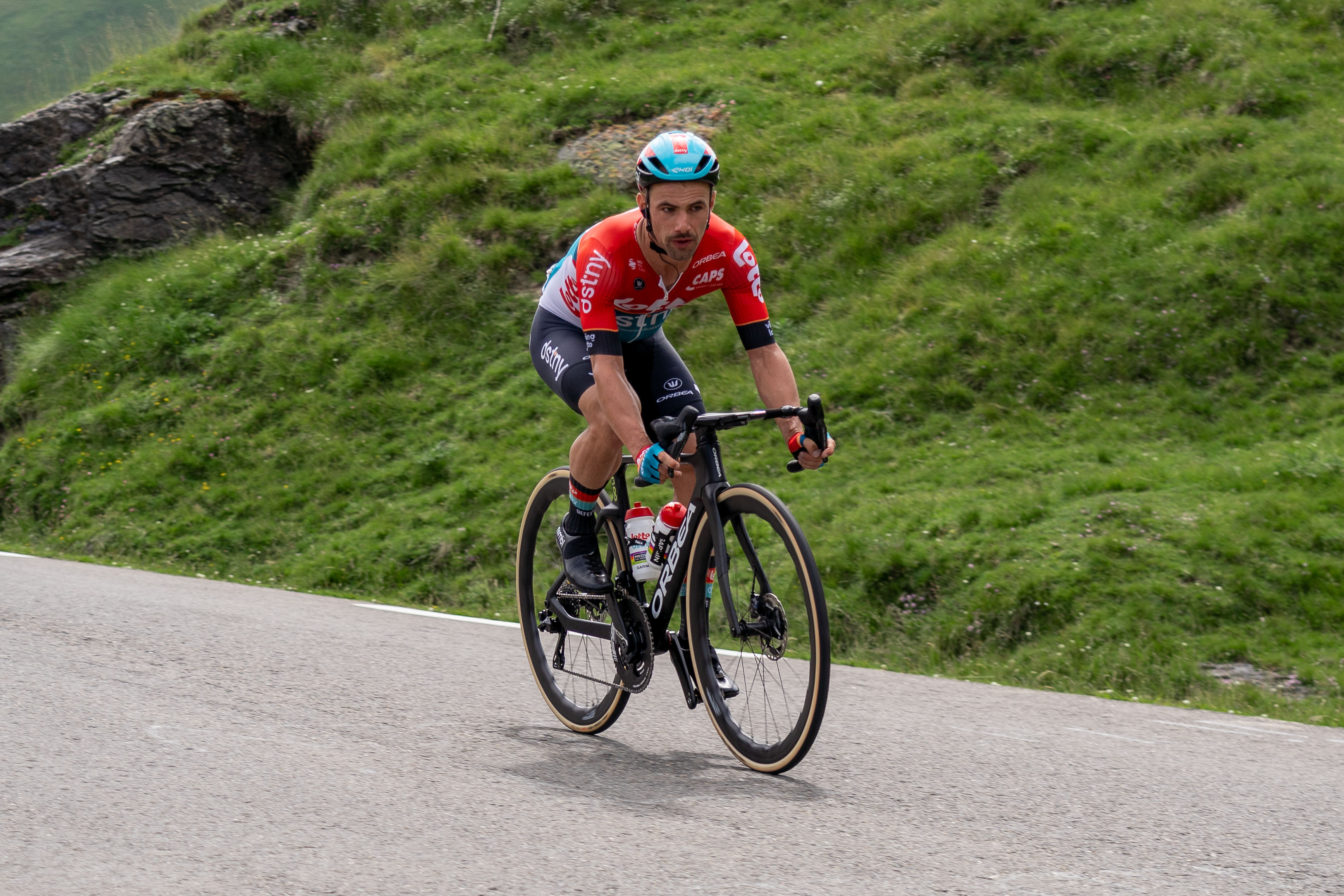
Victor Campenaerts dans la descente du Tourmalet, Tour de France 2024.

Lors de la 7e étape du Tour de France 2024 disputée en contre-la-montre entre Nuits-Saint-Georges et Gevrey-Chambertin, il conserve très longtemps le meilleur temps jusqu'aux résultats des quatre premiers du classement général qui le repoussent à une remarquable cinquième place. Le 18 juillet, il remporte la 18e étape à Barcelonnette dans un sprint à trois, sa première victoire sur la Grande Boucle à 32 ans.
En août 2024, l'équipe néerlandaise Visma Lease a Bike annonce son recrutement à partir de 2025 sur un contrat de 3 ans.

## Vie privée
En couple pendant plusieurs années avec la nageuse belge Fanny Lecluyse, il devient papa d'un petit garçon prénommé Gustaaf avec sa nouvelle compagne Nel Goerlandt en juin 2024.

## Palmarès sur route

### Palmarès amateur
- 2013
  -  Champion d'Europe du contre-la-montre espoirs
  -  Champion de Belgique du contre-la-montre espoirs
  - 2e étape du Grand Prix des Hauts-de-France (contre-la-montre)
  - 3e du Tour de Moselle
  - 8e du championnat du monde du contre-la-montre espoirs

### Palmarès professionnel
- 2014
  - 3e de la Ruddervoorde Koerse
- 2015
  - Duo normand (avec Jelle Wallays)
  - 2e du Tour de Wallonie
- 2016
  -  Champion de Belgique du contre-la-montre
  -  Médaillé d'argent du championnat d'Europe du contre-la-montre
- 2017
  -  Champion d'Europe du contre-la-montre
  - 3e étape du Tour d'Andalousie (contre-la-montre)
  - 2e du championnat de Belgique du contre-la-montre
- 2018
  -  Champion d'Europe du contre-la-montre
  -  Champion de Belgique du contre-la-montre
  -  Médaillé de bronze du championnat du monde du contre-la-montre
- 2019
  - 7e étape de Tirreno-Adriatico (contre-la-montre)
  - 4e étape du Tour de Belgique
  - 2e du Tour de Belgique
- 2020
  - 2e du championnat de Belgique du contre-la-montre
  -  Médaillé de bronze du championnat d'Europe du contre-la-montre
  - 8e du championnat du monde du contre-la-montre
- 2021
  - 15e étape du Tour d'Italie
  - 3e du championnat de Belgique du contre-la-montre
  - 3e du Benelux Tour
  - 10e du championnat d'Europe sur route
- 2022
  - Tour de Louvain-Mémorial Jef Scherens
  - 3e du championnat de Belgique du contre-la-montre
  - 3e du Circuit franco-belge
  - 4e d'À travers les Flandres
  - 5e du Circuit Het Nieuwsblad
- 2023
  -  Prix de la combativité du Tour de France
  - Course des raisins
  - 4e étape du Tour du Luxembourg (contre-la-montre)
- 2024
  - 18e étape du Tour de France 
  - 6e du championnat d'Europe du contre-la-montre
  - 9e du championnat du monde du contre-la-montre
- 2025
  - 3e étape de Paris-Nice (contre-la-montre par équipes)

## Classements mondiaux et résultats sur les grands tours

### Résultats sur les grands tours

#### Tour de France
4 participations
- 2021 : abandon (11e étape)
- 2023 : 64e,  vainqueur du prix de la combativité
- 2024 : 81e, vainqueur de la 18e étape
- 2025 : 28e

#### Tour d'Italie
5 participations
- 2017 : abandon (16e étape)
- 2018 : non-partant (17e étape)
- 2019 : 111e
- 2020 : 95e
- 2021 : non-partant (17e étape), vainqueur de la 15e étape

#### Tour d'Espagne
3 participations
- 2016 : 143e
- 2018 : 102e
- 2024 : 111e

### Classements mondiaux
| Année                                 | 2013 | 2014 | 2015 | 2016 | 2017 | 2018 | 2019 | 2020 | 2021 | 2022 | 2023 | 2024 |
| ------------------------------------- | ---- | ---- | ---- | ---- | ---- | ---- | ---- | ---- | ---- | ---- | ---- | ---- |
| UCI World Tour                        |      |      |      | 210e | nc   | 188e |      |      |      |      |      |      |
| Classement mondial                    |      |      |      | 636e | 180e | 177e | 191e | 156e | 111e | 80e  | 364e | 176e |
| UCI Europe Tour                       | 370e | 966e | 60e  | 469e | 69e  | 334e | 157e | 128e | 95e  | 68e  | nc   | 144e |
|                                       |      |      |      |      |      |      |      |      |      |      |      |      |
| Légende : nc = non classéSource : UCI |      |      |      |      |      |      |      |      |      |      |      |      |

## Palmarès sur piste
- 2014
  - 3e du Championnat de Belgique de poursuite
- 2015
  - 2e du Championnat de Belgique de poursuite
- 2016
  -  Champion de Belgique de poursuite

## Distinctions
- Vélo de cristal en 2018
- Trophée Patrick Sercu : 2019